# NOX1
NOX1 (англ. NADPH oxidase 1) – білок, який кодується однойменним геном, розташованим у людей на X-хромосомі. Довжина поліпептидного ланцюга білка становить 564 амінокислот, а молекулярна маса — 64 871.
| 10         |  | 20         |  | 30         |  | 40         |  | 50         |
| ---------- |  | ---------- |  | ---------- |  | ---------- |  | ---------- |
| MGNWVVNHWF |  | SVLFLVVWLG |  | LNVFLFVDAF |  | LKYEKADKYY |  | YTRKILGSTL |
| ACARASALCL |  | NFNSTLILLP |  | VCRNLLSFLR |  | GTCSFCSRTL |  | RKQLDHNLTF |
| HKLVAYMICL |  | HTAIHIIAHL |  | FNFDCYSRSR |  | QATDGSLASI |  | LSSLSHDEKK |
| GGSWLNPIQS |  | RNTTVEYVTF |  | TSIAGLTGVI |  | MTIALILMVT |  | SATEFIRRSY |
| FEVFWYTHHL |  | FIFYILGLGI |  | HGIGGIVRGQ |  | TEESMNESHP |  | RKCAESFEMW |
| DDRDSHCRRP |  | KFEGHPPESW |  | KWILAPVILY |  | ICERILRFYR |  | SQQKVVITKV |
| VMHPSKVLEL |  | QMNKRGFSME |  | VGQYIFVNCP |  | SISLLEWHPF |  | TLTSAPEEDF |
| FSIHIRAAGD |  | WTENLIRAFE |  | QQYSPIPRIE |  | VDGPFGTASE |  | DVFQYEVAVL |
| VGAGIGVTPF |  | ASILKSIWYK |  | FQCADHNLKT |  | KKIYFYWICR |  | ETGAFSWFNN |
| LLTSLEQEME |  | ELGKVGFLNY |  | RLFLTGWDSN |  | IVGHAALNFD |  | KATDIVTGLK |
| QKTSFGRPMW |  | DNEFSTIATS |  | HPKSVVGVFL |  | CGPRTLAKSL |  | RKCCHRYSSL |
| DPRKVQFYFN |  | KENF       |  |            |  |            |  |            |

A: Аланін

C: Цистеїн

D: Аспарагінова кислота

E: Глутамінова кислота

F: Фенілаланін

G: Гліцин

H: Гістидин

I: Ізолейцин

K: Лізин

L: Лейцин

M: Метіонін

N: Аспарагін

P: Пролін

Q: Глутамін

R: Аргінін

S: Серин

T: Треонін

V: Валін

W: Триптофан

Кодований геном білок за функціями належить до оксидоредуктаз, іонних каналів, потенціалзалежних каналів. 
Задіяний у таких біологічних процесах, як транспорт іонів, транспорт, транспорт електронів, альтернативний сплайсинг. 
Білок має сайт для зв'язування з іонами металів, іоном заліза, гемом, НАДФ, ФАД, флавопротеїном. 
Локалізований у клітинній мембрані, мембрані, клітинних контактах, клітинних відростках.